# 糠 (恒星)
糠（蛇夫座45）是在天球赤道星座蛇夫座的一顆孤獨、緊鄰著南側天蠍座邊界的恆星。它有拜耳名稱「蛇夫座d」，而「蛇夫座45」是它的佛氏名稱。在過去，它被命名為望遠鏡座θ。這個天體肉眼可見，是一顆微弱的黃白色恆星，視星等為4.28等。根據恆星視差，它距離太陽約111.6 光年。這顆恆星正以+38公里/秒的徑向速度遠離地球。
這個天體的恆星分類為F5III-IV，對F型恆星與光度進行匹配，顯示出次巨星和巨星的混合特徵。它是顆年齡12億，質量是1.7太陽質量，和半徑是3.2倍太陽半徑。這顆恆星正從其光球以6,7505 K的有效溫度輻射出的光度是19倍太陽光度。它以65公里/秒的預計轉速旋轉。